# جائزة نوبل للسلام 2007

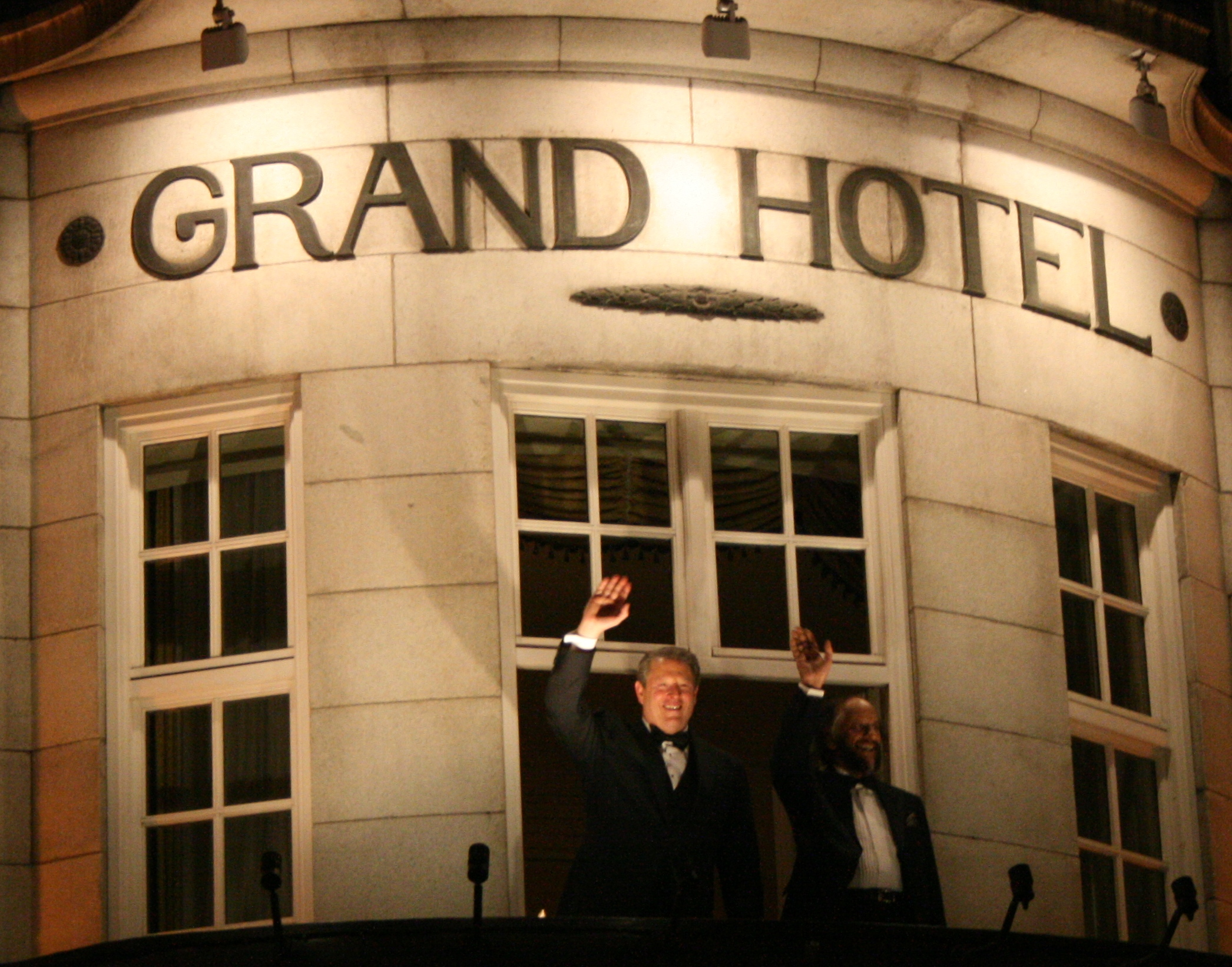
آل جور رُفقة راجندرا باتشوري أحد المسؤولين في اللجنة الدولية للتغيرات المُناخيّة في شرفة الفندق الكبير في النرويج يوم 10 كانون الأول/ديسمبر 2007.

تقاسمَ جائزة نوبل للسلام نسخة عام 2007 كل من اللجنة الدولية للتغيرات المناخية ونائب الرئيس الأمريكي السابق بيل كلينتون السيّد آل جور وذلك بفضلِ جهودهما في التوعيّة بمخاطر التغير المناخ وإرساء أسس التدابير اللازمة لمواجهة هذهِ المُشكلة.

## الإعلان
أعلنت اللجنة النرويجية لجائزة نوبل عن الحاصلانِ على الجائزة في 12 تشرين الأول/أكتوبر 2007 وأوضحت بعدَ ذلك خطورة التغيرات المناخية وكيفَ يجبُ اتباعُ المبدأ الوِقائي باعتبارِ أنّ التغييرات الواسعة النطاق من شأنها أن تُلحق الضرر على مستويات المعيشة ممّا قد يؤدي إلى احتمال اندلاع الحروب والصراعات العنيفة. كما وردَ في ختامِ البيان إشارة اللجنة إلى سعيها للمساهمة في زيادة التركيز على العمليات والقرارات التي تحث على ضرورية حماية العالم من تغيّر المناخ في المستقبل وبالتالي الحد من المخاطر التي تهددُ البشرية.
مباشرةً بعد إعلان تتويجهِ بالجائزة؛ نشرَت صحيفة أسوشيتد برس وكذلكَ يو إس إيه توداي مقالة ذكرتا فيها قولَ جور: «كل العلماء الذينَ ساهموا في أعمال اللجنة الحكومية الدولية المعنية بتغير المناخ هم من الحائزين على جائزة نوبل باعترافِ لجنة جائزة نوبل نفسها.» في نفس اليوم؛ نشرَ مختبر لورنس بيركلي الوطني قائمةً تضمّ أسماء كل العلماء الذين ساهموا بشكلٍ أو بآخر في الحدّ من مشكلة التغير المناخي.

## ما بعد
بعدَ إعلان الفائزان؛ قدّمَت اللجنة الدولية للتغيرات المناخية قائمة العلماء الذين ساهموا إلى حد كبير في إعداد تقارير الهيئة كما أرسلت نسخة ورقيّة من الجائزة لهم عِرفانًا بما قاموا بهِ خلالَ تلكَ الفترة. في بيانٍ نُشر في 29 تشرين الأول/أكتوبر 2012؛ أوضحت لجنة نوبل أنّ الجائزة قد مُنحت للهيئة وليس لكلّ أعضاء الفريق وبالتالي فمن غير الصحيح ضمّهم للقائمة بصفة عامة لكن يُمكن الإشارة لهم باعتبارهم لبنة الفريق وأساسهُ.